# Jeppe Curth
Jeppe Lund Curth (Farum, 21 maart 1984) is een Deens voormalig voetballer die als aanvaller speelde.

## Carrière
Curth kwam in 2001 in de jeugdopleiding van Feyenoord en scoorde vijf keer voor Jong Feyenoord in het toernooi om de KNVB beker aan het begin van het het seizoen 2004/05. Hij maakte zijn competitiedebuut op huurbasis bij Excelsior. Hij keerde in 2005 terug naar Denemarken en speelde daarna voor Aalborg BK waarmee hij tweemaal kampioen werd. In 2013 werd hij verhuurd aan FC Midtjylland en in 2014 stapte hij over naar Viborg FF. Curth was in 2008 topscorer van de Superligaen en was Deens jeugdinternational. In 2017 beëindigde hij zijn loopbaan.